# Carolien Gehrels
Cornelia Gerdina (Carolien) Gehrels (Dronten, 15 december 1967) is een Nederlands politica voor de Partij van de Arbeid. Zij werd op 12 april 2006 benoemd tot wethouder in Amsterdam. Ze behield deze functie acht jaar.

## Loopbaan
Gehrels studeerde Nederlandse taal en letterkunde aan de Rijksuniversiteit Groningen, met een specialisatie in communicatie in organisaties. Ze werkte van 1992 tot 1994 als communicatiemedewerker bij het Onze Lieve Vrouwe Gasthuis Amsterdam, van 1994 tot 1997 als adviseur bij Podium bureau voor Educatieve Communicatie en van 1997 tot 2006 bij managementadviesbureau Berenschot, waar zij adviezen gaf aan rijksinstellingen en gemeenten. Op 33-jarige leeftijd werd ze in september 2000 benoemd tot directeur van Berenschot Communicatie. In deze laatste functie leidde zij onder meer het project internationale citymarketing van Amsterdam en Maastricht. In opdracht van de toenmalige wethouder Economische Zaken Geert Dales schreef zij het rapport ‘Kiezen voor Amsterdam’. Zij stond als managing director aan de wieg van de marketingstrategie ‘I AMsterdam’.
Tijdens haar eerste periode als wethouder (2006-2010) was Gehrels verantwoordelijk voor de portefeuilles Kunst en Cultuur, Lokale Media, Sport en Recreatie, Bedrijven, Deelnemingen en Inkoop. In deze periode stond ze voor een verhoging van het budget voor het kunstenplan met 12 miljoen euro. Daarnaast heeft ze zich sterk gemaakt voor een sportieve stad. Ze was bedenker en stuwende kracht achter Het Sportplan en haalde verschillende sportevenementen binnen, waaronder ook de Giro d’Italia, dat een hoogtepunt voor haar was. Haar inzet werd beloond met een nieuwe ereprijs; zij ontving als dank voor haar bestuurlijke verdiensten een Penning van de Sportraad Amsterdam.
Na de gemeenteraadsverkiezingen van 3 maart 2010 werd Gehrels hoofdonderhandelaar van de PvdA, nadat partijleider Lodewijk Asscher de taak van waarnemend burgemeester op zich had genomen. De latere burgemeester van Amsterdam (2012), Eberhard van der Laan, was informateur in deze onderhandelingen. Op 27 mei 2010 werd het nieuwe Amsterdamse college gepresenteerd, met wethouders van GroenLinks, PvdA en de VVD. Gehrels werd wethouder Economische Zaken, Kunst en Cultuur, Waterbeheer, Monumenten, Lokale Media, Bedrijven, Deelnemingen, Bedrijfsvoering en Inkoop. In oktober 2010 nam zij namens de G9-wethouders Cultuur het initiatief tegen grote bezuinigingen in de kunst- en cultuursector. Namens de wethouders uit de negen grootste steden van het land stuurde zij brieven aan staatssecretaris Halbe Zijlstra. Ook was zij te gast bij de manifestatie ‘Leve de Beschaving’ in de Heineken Music Hall op 22 november 2010. In augustus 2013 was zij locoburgemeester en liet zij café Huizinga aan de Johan Huizingalaan sluiten in verband met handel in harddrugs en vuurwapens.
Na exact 8 jaar nam Gehrels op 26 mei 2014 afscheid als wethouder en keerde ze terug naar het bedrijfsleven. Per 1 juni 2014 stapte ze uit de politiek en ging ze het programma Big Urban Clients (BUC) leiden bij het advies- en ingenieursbureau Arcadis. Van 2015 tot 2019 was zij voorzitter van de Raad van Toezicht van Women Inc..
Op 13 december 2024 werd duidelijk dat Gehrels de enige overgebleven kandidaat is voor de functie van voorzitter van de RVC van AFC Ajax en daarmee Michael van Praag op te volgen.
Op 2 juni 2025 ontving Gehrels de Eremedaille voor Voortvarendheid en Vernuft van Koning Willem-Alexander voor onder meer haar jarenlange werk als voorzitter van Stichting Méér Muziek in de Klas.

## Privé
Gehrels is getrouwd met Esther de Boer. Het echtpaar heeft een zoon.
- International Standard Name Identifier: 0000 0003 9603 7731
- Nederlandse Thesaurus van Auteursnamen: 114076677
- Virtual International Authority File: 290863073
- WorldCat: E39PBJpYCgWfpKyHqq8RChDDv3